# フランク・ステラ

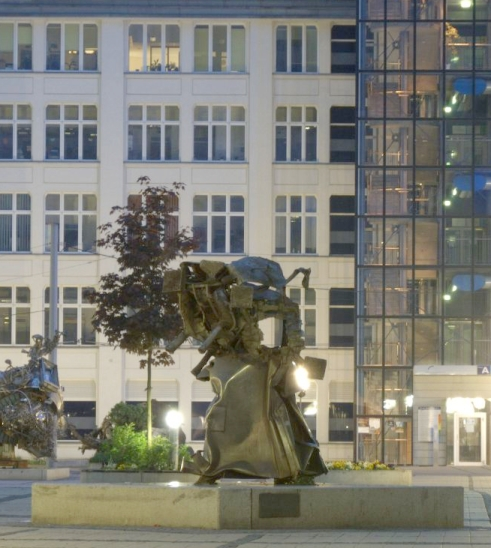
フランク・ステラの制作した彫刻

フランク・ステラ（Frank Stella, 1936年5月12日 - 2024年5月4日）は、アメリカ・マサチューセッツ州出身の画家・彫刻家。戦後アメリカの抽象絵画を代表する作家である。ミニマル・アートの第一人者として知られる。

## 経歴・人物
マサチューセッツ州、ボストン郊外モールデンに生まれ、プリンストン大学で美術史を学んだ。
初期にはミニマル・アート風の作品、シンメトリカルな色面構成の「ハード・エッジ」（色面の輪郭が目立つ作風）風の作品を手がけていたが、80年代以降大きく作風を変え、さまざまな色彩を施された、さまざまな形態の破片・ねじ曲げられた平面・立体物が、大画面に貼り付けられたりそのまま組み合わされて壁面や床に置かれたりした、2次元の枠を超えて炸裂する絵画とも立体ともつかないダイナミックな作品を制作している。
日本においてはDIC川村記念美術館（千葉県佐倉市）がステラ作品の所有者として世界的に知られている。
2024年5月4日、ニューヨーク州ニューヨーク市マンハッタンの自邸でリンパ腫により死去した。87歳没。

## 代表作
- ゲッティ廟（第1ヴァージョン）（1959年、大阪中之島美術館）[5]
- グラン・カイロ（1962年、ニューヨーク、ホイットニー美術館）